# Brachyllus sprecherae
Brachyllus sprecherae är en skalbaggsart som beskrevs av Keith 2007. Brachyllus sprecherae ingår i släktet Brachyllus och familjen Melolonthidae. Inga underarter finns listade.